# Ian Blackstone
Ian Kenneth Blackstone (sinh ngày 7 tháng 8 năm 1964 ở Harrogate, Anh) là một cựu cầu thủ bóng đá người Anh.